# Karaí-Guazú
Karaí-Guazú, também escrito como Karai-Guasu (palavra composta em guaraní  cuja tradução mais frequente é Grande Senhor), nome pelo qual se conhece na cultura guaraní do Paraguai ao maior senhor ou profeta. Este nome e título outorgou-se-lhe a dois líderes carismáticos do século XIX: José Gaspar Rodríguez de Francia e José Gervasio Artigas como uma expressão das populações com linhagens guaranís para lhes identificar como  seus "caudillos", ainda que também foi utilizado para se referir a Francisco Solano López.
Durante seu exílio no Paraguai, José Gervasio Artigas recebeu este título guaraní e ademais é reconhecido pelos indígenas como o "Pai dos Índios".

## Evolução do conceito
No século XVI, à chegada dos europeus à área cultural guaranítica, a palavra karaí tinha por significado alguém ao qual se supunha grandes poderes mágicos, tal tipo de sujeito era geralmente venerado; com a chegada ao poder dos conquistadores a palavra foi ressignificada e  passou a significar Dom ou senhor (ainda que tenha se mantido certa aura de magia em torno dos sujeitos assim titulados).[carece de fontes?]